# Bogusław Śmigielski
Bogusław Piotr Śmigielski (ur. 22 czerwca 1958 w Mysłowicach) – polski polityk, samorządowiec, lekarz laryngolog, od 2008 do 2010 marszałek województwa śląskiego, następnie do 2011 przewodniczący Sejmiku Województwa Śląskiego, senator VIII kadencji.

## Życiorys
Ukończył studia na Wydziale Lekarskim Śląskiej Akademii Medycznej w Katowicach. Pracował w szpitalu miejskim w Jaworznie od stażysty do zastępcy ordynatora. Później objął funkcję wiceprezesa w jednym z zakładów opieki zdrowotnej w tym mieście.
W latach 1998–2006 zasiadał w radzie miasta Jaworzno. W 2006 z ramienia Platformy Obywatelskiej uzyskał mandat radnego sejmiku śląskiego. 12 stycznia 2008 został wybrany na urząd marszałka województwa. W 2010 ponownie został radnym. 2 grudnia tego samego roku zakończył urzędowanie jako marszałek, obejmując funkcję przewodniczącego sejmiku IV kadencji. W wyborach w 2011 z powodzeniem ubiegał się o mandat senatora z ramienia PO w okręgu wyborczym nr 77, otrzymując 55 043 głosy. W 2014 ubiegał się o prezydenturę Jaworzna, przegrywając w drugiej turze głosowania z Pawłem Silbertem. W 2015 nie uzyskał senackiej reelekcji. W 2018 ponownie został radnym miejskim Jaworzna, zrezygnował jednak z mandatu w 2020.

## Odznaczenia
Odznaczony Medalem za Zasługi dla Policji (2009).